# Marianne Merchez
Marianne Merchez (Uccle, 1960. október 25. –) belga orvos, űrhajósnő. Férje Maurizio Cheliolasz űrhajós.

## Életpálya
A Leuveni Katolikus Egyetemen szerzett orvos diplomát. A belga License Polgári Repülési Iskolában szerzett pilóta jogosítványt, egy Boeing 737 másodpilótájaként szolgált.
1992. május 15-től az Európai Űrügynökség (ESA) űrhajósaként kiképzésben részesült a Jurij Gagarin Űrhajóskiképző Központban. Megszakította kiképzését, helyére Ulf Dietrich Merbold került. Űrhajós pályafutását 1995-ben fejezte be. Orvosként (repülő- és ipari) végzi szolgálatát.